# Gustav-Wegner-Stadion
Das Gustav-Wegner-Stadion befindet sich in der niedersächsischen Stadt Northeim und ist die Heimstätte von Eintracht Northeim. Das 1932 erbaute und nach dem deutschen Leichtathlet Gustav Wegner benannte Stadion wurde 1935 fertiggestellt und 1995 erneuert. Es bietet Platz für 3.500 Zuschauer und besitzt 500 überdachte Plätze.

## Geschichte
Am 1. März 1932 erfolgte der Abschluss eines Pachtvertrags zwischen dem „Club Spiel und Sport Northeim“ und der Rhumemühle AG. Die Pachthöhe belief sich auf 400 Reichsmark pro Jahr und die Vertragsdauer bis zum 1. März 1950. Am 9. Oktober 1932 erfolgte die Einweihung des Sportplatzes „Mühlenkamp“ mit dem Spiel „SpVgg Kassel – SuS Northeim“. Am 10. November 1933 ging der Pachtvertrag über auf den „Northeimer Sportclub e.V.“ Im Sommer 1935 wurden mit dem Spiel um den Tschammerpokal zwischen „SC Northeim“ und „Arminia Hannover“ neue Tribünen eingeweiht. Am 26. Februar 1936 ging der Pachtvertrag über auf die Stadt Northeim. 1950 erfolgte eine Erneuerung des Pachtvertrags zwischen der Rhumemühle AG und der Stadt Northeim. Anlässlich der 10. Gustav-Wegner-Erinnerungswettkämpfe erfolgte 1956 eine Umbenennung in „Gustav-Wegner-Kampfbahn“.
1990 wurde die „Gustav-Wegner-Kampfbahn“ in „Gustav-Wegner-Stadion“ umbenannt. Am 1. April 1992 erfolgte die Gründung des „FC Eintracht Northeim“ aus den Fußballabteilungen des „SuS Northeim“, „VfB Northeim“ und des „Sultmershagener FC“. Am 21. September 1994 fassten City-Center-Grafenhof, die Stadt Northeim und FC Eintracht Northeim den gemeinsamen Beschluss zur Erneuerung der Tribüne und zum Beginn der Sanierungsmaßnahmen. Am 20. Mai 1995 wurde die neue Tribüne mit einem Tribünenfest eingeweiht. Der „FC Eintracht Northeim“ betreibt das Stadion seit 2010 in Eigenregie. Die Stadt Northeim bleibt Eigentümer.
Seit dem Spätherbst 2015 steht neben dem Rasenplatz auch ein neuer Kunstrasenplatz zur Verfügung, der den bisherigen Ascheplatz ersetzt und somit den Trainings- und Spielbetrieb deutlich vereinfacht.